# Phryxe pruinosa
Phryxe pruinosa är en tvåvingeart som beskrevs av Robineau-desvoidy 1863. Phryxe pruinosa ingår i släktet Phryxe och familjen parasitflugor.
Artens utbredningsområde är Frankrike. Inga underarter finns listade i Catalogue of Life.